# Schloss Lehrberg
Das Schloss Lehrberg ist eine zum Schloss ausgebaute Niederungsburg der Herren von Lehrberg im nördlichen Ortsteil von Lehrberg im Landkreis Ansbach in Mittelfranken, Bayern.

## Geschichte
Die Burg wurde vor 1265 durch eine Linie der Herren von Birkenfels errichtet, die danach seitdem als Herren von Lehrberg oder Herren von Birkenfels zu Lehrberg in den Schriftquellen erschienen. Ihr Sitz war freies Eigentum, bis 1473 Stefan von Birkenfels die Burg dem Propst von Herrieden als Lehen auftrug. 1495 starb diese Linie aus und die Anlage fiel an den Illesheimer Zweig der von Birkenfels. Als dessen Lehrberger Linie 1531 ausstarb, kam der Besitz an den Ehemann der Erbtochter, Wolf von Wilhermsdorf. 1540 veräußerte dieser das Schloss wegen drückender Schulden an die Markgrafen von Ansbach. Der Markgraf vergab es 1542 an seinen Statthalter Friedrich von Knobelsdorff als Lehen, nach dessen Tod 1560 fiel es wieder an ihn zurück. 1562 wurde der Sitz an den Ansbacher Bürger Georg Maler verkauft und verlor damit seinen Status als Adelssitz. Das ruinöse Schloss wechselte mehrfach die Besitzer, bis es schließlich 1622 an den markgräflichen Geheimen Regierungsrat Johann Baptist Lenk kam, der es wiedererrichtete. Das heutige Schlossgebäude wurde zwischen 1626 und 1629 errichtet. 1680 kam das Schloss an den Geheimen Hofrat Wilhelm Förster und 1685 an die fürstliche Familie von Ansbach, von der es als Lustschloss für die beiden Erbprinzen gedacht war. 1701 wurde das vordere Wohnhaus verkauft. Das eigentliche Schloss diente zu dieser Zeit als Amtshof und wurde 1744 an den Kaufmann Artbauer veräußert. Es folgten zahlreiche weitere Besitzerwechsel, bis das Schloss 1934 durch die Marktgemeinde Lehrberg angekauft wurde. Diese veräußerte es 1997 wieder in private Hände.

## Beschreibung
Das gegenwärtige Schlossgebäude besteht aus einem zweigeschossigen Gebäude mit Walmdach und achteckigem Treppenturm. Der frontal angebaute Turm überragt das Gebäude um ein Stockwerk. Nach einer Beschreibung des Jahres 1723 waren noch die vollständigen Befestigungsanlagen bestehend aus einem damals trockenen Graben, Ringmauer und Zwinger erhalten. Zudem müssen damals zwei Rundtürme existiert haben, die als Hühnerställe genutzt wurden.